# アラブ首長国連邦の国旗
アラブ首長国連邦の国旗は、独立時の1971年12月2日に制定された。
赤・白・緑の汎アラブ色を使用し、アラブ民族の統合を象徴している。その上で、緑は土地の肥沃さ、白は無垢な生活、黒は戦争を表している。

? 代替用の商船旗。縦横比=1:2。
大統領旗

## 歴史的な旗

?1973年から2008年まで使われた大統領旗
?休戦オマーン土侯国の旗
?縦横比2:3の別タイプ